# Englewood, New Jersey

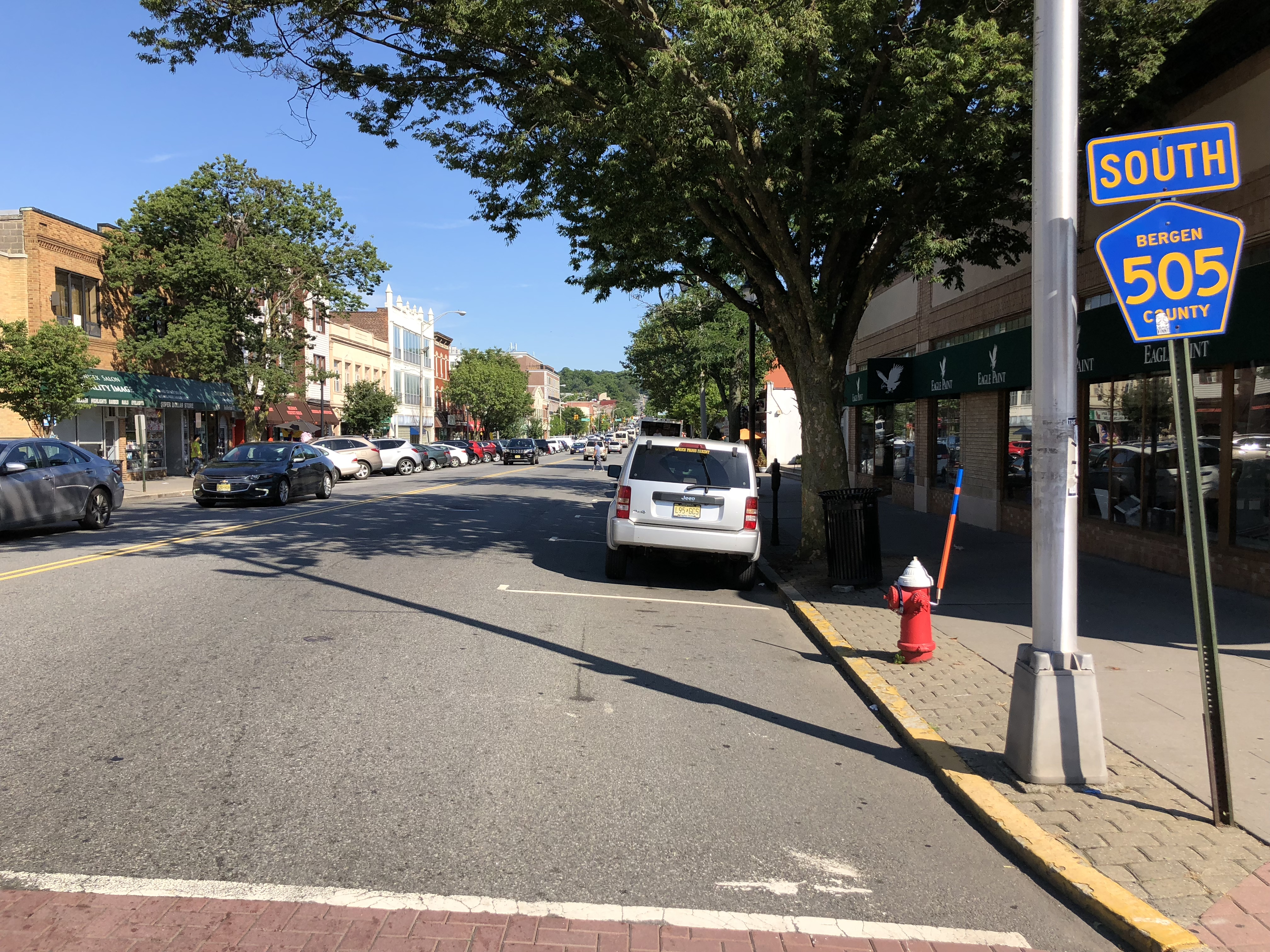
Palisade Avenue (Bergen County Route 505).

Englewood är en stad i Bergen County, New Jersey i USA. Vid folkräkningen 2000 hade staden 26 203 invånare.

## Geografi
Enligt United States Census Bureau var Englewood 12,8km² stort, varav 0,20% var vatten.

## Utbildning
Englewood Public School District omfattar studier från förskola till tolfte årskursen. För högre skolor går studenter från Englewood Cliffs på Dwight Morrow High School som en del av ett sändning/mottagningssamarbete med Englewood Cliffs Public Schools.
Skolor i distriktet är:
- Academies at Englewood
- D. A. Quarles Early Childhood Center
- Cleveland School
- Lincoln School
- Janis E. Dismus Middle School
- Dwight Morrow High School

High schoolstudenter från Englewood kan också studera vid de kommunala Bergen County Technical High School och Bergen County Academies, där den första ligger i Teterboro och Paramus och den sistnämnda i Hackensack.
Englewood har flera friskolor. Dwight-Englewood School har 935 studenter i förskola till tolfte klass. Elisabeth Morrow Schoool har 462 elever i förskola till åttonde klass. Moriah School of Englewood är en judisk dagskola med närmare 1 000 elever i förskola till åttonde klass, samt den katolska skolan St. Cecilia Interparochial School med 165 elever från dagis till åttonde klass.